# Marszałki (województwo warmińsko-mazurskie)
Marszałki (niem. Marschallsheide) – osada leśna w Polsce położona w województwie warmińsko-mazurskim, w powiecie kętrzyńskim, w gminie Srokowo, sołectwo Wyskok. 

## Historia
W końcu XVIII wieku Marszałki należały do Drogosz, był tam wówczas jeden dom. W drugiej połowie XIX w. Marszałki były w posiadaniu właścicieli majątku Skierki. Pod koniec lat dwudziestych XX w. leśniczówka i lasy ok. 270 ha należały do Ludwiga von Schwerin.
W latach 1975–1998 miejscowość administracyjnie należała do województwa olsztyńskiego.